# Майзелс Вайс
Майзелс Вайс (на немски: Maisel's Weisse) е марка немска вайс бира, която се произвежда от баварската пивоварна „Privatbrauerei Gebrüder Maisel KG“ в гр.Байройт, Германия.

## История
Пивоварната Майзелс е основана в Байройт през 1887 г. от братята Ханс и Еберхард Майзел. Те я нарекли Gebruder Maisel (bruder на немски означава „брат“). Почти 100 години по-късно старата сграда на пивоварната е превърната в музей на баварското пивоварство. През 1988 г. музеят е посочен като най-големия музей за пивоварство в Книгата на рекордите Гинес. През него ежегодно преминават над 25 000 посетители.
Пшеничната бира „Майзелс Вайс“ започва да се вари от 1955 г. съобразно Закона за чистотата на бирата от 1516 г., като се използват най-чистата изворна вода от близката планинска верига Fichtelgebirge, хмел от сорта Hallertau и малц от висококачествено пшенично и ечемично зърно, и най-важното, пивоварната се слави и със собствено производство на уникални култури дрожди.

## Търговски асортимент
„Maisel's Weisse“ се произвежда в следните разновидности:
- Maisel's Weisse Original – червеникаво-кехлибарена вайс бира с алкохолно съдържание 5,2 об%. Отличава се с леко плодов, пикантен вкус и свеж аромат на дрожди, малц, плодове, карамфил и индийско орехче.
- Maisel's Weisse Light – червеникаво-кехлибарена с алкохолно съдържание 3,2 об%. със свеж и плодов вкус и аромат.
- Maisel's Weisse Dunkel – тъмна черно-червеникава бира, с алкохолно съдържание 5,2 об% с горчив, плътен, пикантен плодов вкус, с аромати на малц, плодове и карамфил.
- Maisel's Weisse Kristall – червеникаво-златиста филтрирана вайс бира с алкохолно съдържание 5,1 об%, с типичен плодов вкус и балансиран букет от различни плодови аромати на зрели банани и цитрусови плодове.
- Maisel's Weisse Alkoholfrei – червеникаво-кехлибарена безалкохолна вайс бира, богата на витамини, с типичен пикантен вкус и плодов аромат.